# Freizer
Antonio Fernando Pinto, mais conhecido como Freizer, é um mestre de karatê brasileiro. Foi atleta e técnico das seleções mineira e brasileira.
Freizer começou no boxe, aos 16 anos, passou pela luta livre e pelo judô, até se encontrar no karatê. Ele fez parte da primeira geração da Seleção Brasileira de Karate.
Como técnico, Freizer atuou uma década na seleção mineira e depois assumiu a seleção brasileira, onde atuou por mais dez anos. Por suas mãos passaram grandes nomes do esporte como seu filho Pré, Adelmo, Ricardo e Baiano, todos atletas que defenderam a seleção brasileira. É considerado o melhor técnico da modalidade no Brasil.